# Antonio Marino (calciatore 1892)
Antonio Marino (Padova, 6 settembre 1892 – ...) è stato un calciatore italiano, di ruolo difensore.

## Carriera
Dopo aver debuttato in massima serie con il Padova giocando 3 gare, passa al Petrarca con cui disputa 2 partite nel campionato di Prima Divisione 1922-1923.
In seguito milita nell'Italia F.C. di Padova e nella Viscosa di Padova.